# Напряжённость гравитационного поля
Напряжённость гравитацио́нного по́ля — векторная величина, характеризующая гравитационное поле в данной точке и численно равная отношению силы тяготения {\displaystyle {\vec {F}}}, действующей на пробное тело, помещённое в данную точку поля, к гравитационной массе этого тела {\displaystyle m_{G}}:
{\displaystyle {\vec {E}}={\frac {\vec {F}}{m_{G}}}.}
Измеряется в ньютонах на килограмм, или, что то же самое, в м/с2.

## Свойства
Если источником гравитационного поля является некое гравитирующее тело, то согласно Закону всемирного тяготения:
{\displaystyle E={\frac {G{\frac {m_{G}M_{G}}{R^{2}}}}{m_{G}}}=G{\frac {M_{G}}{R^{2}}},}
где {\displaystyle G} — гравитационная постоянная; {\displaystyle M_{G}} — гравитационная масса тела-источника поля; {\displaystyle R} — расстояние от исследуемой точки пространства до центра масс тела-источника поля.
Применяя Второй закон Ньютона и принцип эквивалентности гравитационной ({\displaystyle m_{G}}) и инертной ({\displaystyle m_{I}}) масс, имеем:
{\displaystyle {\begin{cases}m_{I}=m_{G}\\F=m_{I}g\\F=G{\frac {m_{G}M_{G}}{R^{2}}}\\{\vec {E}}={\frac {\vec {F}}{m_{G}}}\end{cases}}\Rightarrow {\begin{cases}g=G{\frac {M_{G}}{R^{2}}}\\E=G{\frac {M_{G}}{R^{2}}}\end{cases}}\Rightarrow E=g,}
то есть напряжённость гравитационного поля численно (и по размерности) равна ускорению свободного падения в этом поле.
Напряжённость связана с потенциалом гравитационного поля как
{\displaystyle {\vec {E}}({\vec {r}})=-\nabla \varphi ({\vec {r}})},
где {\displaystyle \nabla } — оператор набла. Налицо математическая аналогия с электростатическими потенциалом и напряжённостью.

## Расчёт
В случае создания гравитационного поля совокупностью точечных масс {\displaystyle M_{Gi}} напряжённость рассчитывается как сумма
{\displaystyle {\vec {E}}({\vec {r}})=-G\sum _{i}{M_{Gi}}{\frac {{\vec {r}}-{\vec {r}}_{i}}{|{\vec {r}}-{\vec {r}}_{i}|^{3}}}},
где через {\displaystyle {\vec {r}}_{i}} обозначены радиус-векторы масс. Частным случаем является ситуация, когда масса одна, при этом сумма будет состоять из одного слагаемого.
Для непрерывного распределения массы с плотностью {\displaystyle \rho } напряжённость вычисляется через интеграл
{\displaystyle {\vec {E}}({\vec {r}})=-G\int \rho ({\vec {r}}'){\frac {{\vec {r}}-{\vec {r}}'}{|{\vec {r}}-{\vec {r}}'|^{3}}}\mathrm {d} V'},
где {\displaystyle {\vec {r}}'} — радиус-вектор бесконечно малого элемента объёма {\displaystyle dV'}; интегрирование выполняется по области пространства с ненулевой {\displaystyle \rho }.